# Луки (Смоленская область)
Луки — деревня в Смоленской области России, в Ельнинском районе. Население — 43 жителя. Расположена в юго-восточной части области в 18 км к югу от города Ельня, в 3 км восточнее автодороги Р137 Сафоново — Рославль, на берегах реки Деснок. Входит в состав Новоспасского сельского поселения. До 1992 года в деревне была станция лесовозной узкоколейной железной дороги

## История
12 февраля 1942 года в деревне был сформирован партизанский полк им. С.Лазо..
В настоящий момент в деревне Луки функционирует частная пилорама, Новолукинский сельский клуб. Жители — в основном пенсионеры, за исключением одной молодой семьи.

## Экономика
Дом культуры ( долгое время не работал,восстановлен силами молодежи в 1995 г, частная пилорама( закрыта в 90-х годах) , два магазина(закрыты в конце 90-х, приезжает автолавка)